# Christoph Mohn
Christoph Mohn (nacido Christoph Scholz en Stuttgart el 6 de julio de 1965) es un empresario alemán. En 2013 asumió la presidencia del Consejo de Supervisión de Bertelsmann. Desde 2021 preside también el Comité de Dirección de la Bertelsmann Verwaltungsgesellschaft o BVG y ejerce además la función de portavoz de la familia en la BVG. Asimismo, Mohn es el presidente del Consejo ejecutivo de la fundación Reinhard Mohn Stiftung y miembro del Patronato de la fundación Bertelsmann Stiftung.

## Familia
Mohn es uno de los seis hijos del empresario mediático fallecido en 2009, Reinhard Mohn. Su madre, Liz Mohn, presidió hasta 2021 la sociedad Bertelsmann Verwaltungsgesellschaft y constituye la quinta generación de la familia de propietarios. Sus padres contrajeron matrimonio en 1982. A continuación, Reinhard Mohn adoptó a los tres hijos que ambos ya tenían en común, Brigitte, Christoph y Andreas.
Durante la carrera, Mohn conoció a la matemática india Shobhna. El matrimonio tiene tres hijas.

## Carrera
Tras finalizar el bachillerato en el instituto Städtisches Gymnasium de Gütersloh, Mohn hizo el servicio militar. En 1985 empezó a estudiar Empresariales, rama de Marketing, en la Universidad de Münster.
Mohn inició su andadura profesional en 1992 en el Bertelsmann Music Group en Hong Kong y Nueva York. Al cabo de tres años, il se incorporó a la empresa de consultoría McKinsey & Company en Dusseldorf. Allí, Mohn centró su trabajo en los desarrollos y desafíos relacionados con Internet y los nuevos medios. En 1996 regresó a Gütersloh para trabajar en la división Multimedia de Bertelsmann, que en aquel entonces se hallaba bajo la dirección de Thomas Middelhoff. Como vicepresidente de la filial Telemedia, Mohn contribuyó significativamente a su introducción en el negocio de Internet.

### Lycos Europe
Mohn apoyó la fundación de una empresa conjunta entre Bertelsmann y Lycos, y, en 1997, él mismo paso a estar al frente de Lycos Europe como CEO de la empresa. Bajo su dirección, los socios fusionaron sus motores de búsqueda. Además, por ejemplo, introdujeron en el mercado la primera tarifa plana de Internet. Durante un tiempo, Lycos Europe fue el portal de Internet más exitoso de Europa.
Para seguir financiando el crecimiento, Mohn sacó a bolsa la empresa en el año 2000. Un entorno de mercado difícil tras el estallido de la burbuja puntocom y las continuas pérdidas debido a la crisis del mercado publicitario condujeron, no obstante, a una fuerte caída en la cotización. Como consecuencia, Mohn puso en marcha una exhaustiva reestructuración, que, sin embargo, no tuvo éxito. En 2008, los propietarios decidieron liquidar Lycos Europe. Por consiguiente, Mohn dimitió como CEO de la empresa en el año 2009.

### Bertelsmann
Del 2001 al 2007, Mohn fue miembro de la Bertelsmann Verwaltungsgesellschaft. Esta controla los derechos de voto de los miembros de la familia Mohn y los de las fundaciones que participan indirectamente en Bertelsmann. Tras la muerte de Reinhard Mohn en el año 2009, su hijo Christoph asumió su cargo en la Bertelsmann Verwaltungsgesellschaft. Él representa la sexta generación.
Desde 2006, Mohn forma parte del Consejo de Supervisión de Bertelsmann, lo cual puso fin a las especulaciones sobre un cambio en el Consejo de Administración. Al mismo tiempo, la familia ampliaba así su influencia en Bertelsmann. En 2013, por último, Mohn ascendió a presidente del Consejo de Supervisión. En el ejercicio de este cargo, apoyó la transformación del grupo bajo la dirección del CEO y presidente del Consejo de Administración desde 2012, Thomas Rabe.
Al alcanzar el límite de edad de los 80 años, Liz Mohn abandonó en 2021 los órganos directivos de la Bertelsmann Verwaltungsgesellschaft. A continuación, Christoph Mohn asumió la presidencia del Comité de Dirección y la función de portavoz de la familia en la BVG.

## Compromiso
En el año 2009, Mohn se convirtió en miembro del Patronato de la fundación sin ánimo de lucro Bertelsmann Stiftung. Adicionalmente asumió en 2010 la presidencia de la fundación Reinhard Mohn Stiftung, creada en 2006. Esta conmemora la obra vital de Reinhard Mohn y fomenta proyectos de formación principalmente en Ostwestfalen-Lippe, una región administrativa del estado Renania del Norte-Palatinado, para incrementar las oportunidades de niños y jóvenes de la región.
Asimismo, Mohn ayuda a empresas emergentes a desarrollar sus negocios y crecer ejerciendo como “business angel” e inversor.